# Raziskovalna baza za vzrejo orjaških pand v Čengduju
Raziskovalna baza za vzrejo velikih pand v Čengduju (ali preprosto baza za pande v Čengduju) je neprofitni vzrejni in raziskovalni inštitut za velike pande, rdeče pande in druge redke živali, ki ga financira vlada in je v Čengduju v Sečuanu na Kitajskem.
Bazo za pande v Čengduju je leta 1987 ustanovila ljudska vlada mesta Čengdu. Začela je s 6 velikimi pandami, ki so bile rešene iz divjine. Do leta 2008 se je rodilo 124 pand, populacija pand v ujetništvu pa se je povečala na 83. Njegov deklarirani cilj je »postati raziskovalni center svetovnega razreda, izobraževalni center za ohranjanje narave in mednarodna izobraževalna turistična destinacija.«
Februarja 2024 je inštitut pritegnil mednarodne naslove, potem ko je 53-letnemu moškemu obiskovalcu dosmrtno prepovedal vstop, ker je v ogrado za velike pande vrgel nedoločene predmete.

## Partnerstva
Chengdu Panda Base sodeluje s številnimi organizacijami pri izboljšanju načinov ohranjanja velikih pand. Partnerstvo z živalskim vrtom Zoo Atlanta je na primer živalskemu vrtu pomagalo pridobiti dve veliki pandi. Do danes sta ti dve veliki pandi, Yang Yang in Lun Lun, skotili pet potomcev: Mei Lan leta 2006, Xi Lan leta 2008, Po 3. novembra 2010, dvojčici Mei Lun in Mei Huan 15. julija 2013, ter dvojčici Ya Lun in Xi Lun 3. septembra 2016.
Drugi raziskovalni partnerji so:
- Adventure World v Širahami, Vakajama, Japonska
- East Bay Zoological Society, Oakland, Kalifornija, Združene države Amerike
- Univerza v Liverpoolu, Anglija, Združeno kraljestvo
- Nacionalni inštitut za zdravje/Nacionalna ustanova za raka, Združene države Amerike
- Nacionalni zoološki park, Washington, D.C., Združene države Amerike
- Univerza Nihon, Tokio, Japonska
- North England Zoological Society, Anglija, Združeno kraljestvo
- The Oakland China Wildlife Preservation Foundation, Kalifornija, Združene države Amerike
- Živalski vrt San Diego, Kalifornija, Združene države Amerike
- Univerza na Japonskem
- Živalski vrt Edinburgh, Škotska, Združeno kraljestvo
- Živalski vrt Calgary, Calgary, Alberta, Kanada
- Živalski vrt/Tierpark Berlin, Nemčija[9][10]

11. aprila 2013 sta raziskovalna baza za vzrejo velikih pand v Čengduju in CNTV po uradni slovesnosti podpisa dosegla dogovor o ustanovitvi iPanda.com in takoj začela s pripravami na testni zagon (ki je bil predviden junija 2013).

## Galerija
- Vhodna tabla raziskovalnega centra za vzrejo velikih pand v Chengduju
- Pande jedo bambus
- Veliki panda v oporišču za pande v Čengduju